# Кирпичов Лев Нилович
Лев Нилович Кирпичов (1876—1928) — генерал-майор, герой Першої світової війни, військовий діяч Української держави гетьмана П. Скоропадського.

## Біографія
Народився 18 листопада 1876 року, походив з дворян Псковської губернії, син інженер-генерала Ніла Львовича Кирпичова.
Освіту здобув у Санкт-Петербурзькій 6-ї гімназії та Костянтинівському артилерійському училищі, з якого випущений в 1899 році. Надалі Кирпичов пройшов курс в Офіцерській артилерійській школі. Служив в Гвардійській Кінно-артилерійській бригаді.
6 квітня 1914 року був проведений в полковники і призначений командиром 2-ї батареї лейб-гвардії Кінної артилерії. Брав участь у Першій світовій війні.

Імператорським наказом від 13 січня 1915 року нагороджений орденом св. Георгія 4-го ступеня
|  | За то, что в бою 6 авг. 1914 г. под Каушеном-Краупишкеном, весьма искусно и с отменной храбростью, руководя стрельбой своей батареи, заставил замолчать две германских батареи. Оставаясь до конца боя совершенно открыто на избранном им наблюдательном пункте на крыше дома под сильнейшим артиллерийским и ружейным огнём противника, заставил замолчать обе батар. немцев и тем дал возможность двинуть в атаку все спешенные эскадроны дивизии и взять с боя позиции немцев, нанеся им полное поражение. |

16 серпня 1917 року Кирпичов був проведений в генерал-майори і призначений командиром 3-го дивізіону лейб-гвардії Кінної артилерії.
Після Жовтневої революції Кирпичов опинився в Україні і 24 жовтня 1918 року був призначений командиром Київської добровольчої дружини і Зведеного корпусу Національної гвардії в Армії Української держави гетьмана Скоропадського.
Про подальшу долю Кирпичова відомості дуже суперечливі. За одними даними він в кінці 1919 року перебував у Берліні та Лондоні, а потім поїхав до адмірала Колчака. За іншими даними, служив у Збройних силах Півдня Росії.
Дату смерті також не можна вважати точно встановленою. За одними даними, він загинув з групою офіцерів біля берегів Японії, коли пробирався до Колчака. За іншою версією, помер 31 червня або 22 серпня 1928 у Луксорі (Єгипет). За третьою версією, помер у 1928 році у Франції.